# Capizzone
Capizzone ist eine italienische Gemeinde (comune) mit 1214 Einwohnern (Stand 31. Dezember 2023) in der Provinz Bergamo, Region Lombardei.

## Geographie
Capizzone liegt zwölf km nordwestlich der Provinzhauptstadt Bergamo und 45 km nordöstlich der Metropole Mailand.
Die Nachbargemeinden sind Bedulita, Berbenno, Val Brembilla, Roncola, Strozza und Ubiale Clanezzo.

## Sehenswürdigkeiten
- Im historischen Zentrum befindet sich ein Glockenturm, der aus dem zwölften Jahrhundert stammt. Zunächst entstand dieser zu Verteidigungszwecken, später wurde er in einen Kirchenkomplex eingegliedert und dann am Ende des Mittelalters zerstört.

- Die Pfarrkirche San Lorenzo. Die Fassade ist im neo-gotischen Stil gehalten. Im Inneren befinden sind Gemälde von lokalen Künstlern.

- Sehr interessant ist auch die Kirche Santa Maria Elisabetta, gelegen im Ortsteil Mortesina. Die Kirche entstand im 12. Jahrhundert und wurde vor kurzem renoviert. Im 17. Jahrhundert wurde sie zum Begraben der Pesttoten verwendet.